# جون كامبل (لاعب كرة قدم)
جون كامبل (بالإنجليزية: John Campbell)‏ (و. 1871 – 1947 م) هو لاعب كرة قدم، من المملكة المتحدة، ولد في غلاسكو، يلعب كمهاجم، توفي في غلاسكو، عن عمر يناهز 76 عاماً.

## روابط خارجية
- جون كامبل على موقع قاعدة بيانات كرة القدم.إي يو (الإنجليزية)
- جون كامبل على موقع عالم كرة القدم.نت (الإنجليزية)